# Hermann Steuri
Hermann («Mändel») Steuri (* 8. September 1909 in Grindelwald; † 17. August 2001 ebenda) war ein Schweizer Bergführer und alpiner Skirennfahrer. Er gewann in den 1930er-Jahren mehrere internationale Skirennen und gilt als einer der bekanntesten Grindelwalder Bergführer des 20. Jahrhunderts.

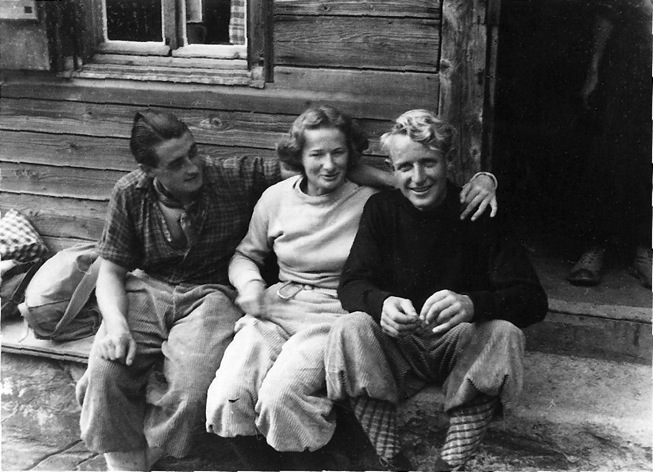
Hans Haidegger, Mäusi Lüthi, Hermann Steuri nach der Erstbegehung der Kingspitz-Nordostwand am 25. September 1938

## Biografie
Hermann Steuri wurde als zweiter Sohn des Grindelwalder Bergführers und dreifachen Schweizer Meisters im Dauerlauf Fritz Steuri geboren. Schon als Kind vom Bergsteigen fasziniert, fiel Hermann Steuris Entschluss, wie sein Vater Bergführer zu werden, im Sommer 1926, als er bei der Renovierung der Konkordiahütte als Träger arbeitete. Nach Absolvierung des Bergführerkurses erhielt er am 30. Oktober 1930 das Bergführerpatent. Schon zuvor hatte er mit seinem Vater und anderen Führern anspruchsvolle Bergtouren unternommen. 1930 kletterte er mit dem bekannten italienischen Bergsteiger Angelo Dimai in den Dolomiten.
Der Bergführer Hermann Steuri unternahm unzählige Touren im gesamten Alpenraum, vor allem in den Schweizer und Französischen Alpen sowie in den Dolomiten. Am 26. Juli 1934 gelang ihm mit dem Deutschen Arthur Bauer die Zweitbesteigung der Mönch-Nordwand über die Lauper-Route und zwei Tage später die Zweitbesteigung der Wetterhorn-Nordwand. Am 24. Juli 1935 folgte die dritte Begehung der Matterhorn-Nordwand, erstmals ohne Biwak, und am 9. August 1936 die Erstbegehung der Nordwestwand des Kleinen Fiescherhorns mit Mäusi Lüthy vom Schweizerischen Frauen-Alpen-Club. Am 17. August 1936 durchstieg Hermann Steuri als erster die Kingspitz-Ostwand in den Engelhörnern mit Mäusi Lüthy und am 25. September 1938 die Kingspitz-Nordostwand mit Hans Haidegger und Mäusi Lüthy, mit der er auch noch andere Touren unternahm. Während Steuris Route durch die Kingspitz-Ostwand später kaum noch begangen wurde, entwickelte sich jene durch die Nordostwand zu einem «Klassiker». Wieder zusammen mit dem Deutschen Bauer bestieg er den Mont Blanc am 24. Juli 1937 als dritte Seilschaft über die Sentinelle Rouge und am 4. August über den Innominatagrat. Auch zahlreiche Gipfel in den Dolomiten bestieg er im selben Jahr. Die Eiger-Nordwand in der Nähe seines Heimatortes Grindelwald hat Steuri nie bestiegen. Wohl besass er die bergsteigerischen Fähigkeiten – auch für eine Erstbesteigung, die schliesslich im Juli 1938 einer deutsch-österreichischen Seilschaft mit Anderl Heckmair, Ludwig Vörg, Heinrich Harrer und Fritz Kasparek gelang –, doch wollte er sich als gewissenhafter Berufs-Bergführer nicht den objektiven Gefahren einer solchen Besteigung aussetzen. Die Nordostwand des Eigers hingegen hat er 1945 mit seinem Bruder Fritz Steuri junior und dem Schweizer Zigarrenfabrikanten Hediger als dritte Gruppe durchstiegen. 1948 bestieg er mit Hediger das Gross Fiescherhorn über eine neue Route in der Nordwand. Während dreier Jahre kletterte Steuri mit der deutschen Schauspielerin und Regisseurin Leni Riefenstahl, die er 1935 am Jungfraujoch kennengelernt hatte. Sie benötigte Kletterkenntnisse für den Film.
Ausserhalb der Alpen war Steuri unter anderem an der von Ernst Schmied geleiteten schweizerischen Anden-Expedition 1966 in Peru beteiligt. Er bestieg mit weiteren Bergsteigern den Südgipfel des Yerupaja sowie den Nevado Rasac und alleine den Rasac Central. Im selben Jahr unternahm er mit dem Schweizer Industriellen Karl Merz eine weitere Anden-Expedition, und 1971 führte er Merz auf den 5119 Meter hohen Margherita Peak in Afrika. Weiter unternahm er Touren in den kanadischen Rocky Mountains, im Himalaya und in den Pyrenäen.
Der erfahrene Bergführer verschaffte sich auch hohes Ansehen als Ausbildner: Steuri leitete Kurse für die Gebirgsausbildung im Militär und nach dem Zweiten Weltkrieg lange Zeit Bergführerkurse. Er war unter anderem Vizepräsident des Schweizer Bergführerverbandes und wurde in den 1970er-Jahren zum Vorsitzenden der Internationalen Vereinigung der Bergführerverbände gewählt.
Hermann Steuri spielte zudem in der Mannschaft des Eishockeyclubs Grindelwald, trat aber neben seiner Bergführertätigkeit vor allem als ausgezeichneter Skirennfahrer, insbesondere im Slalom, in Erscheinung. Er gewann 1928 und 1932 den «Jungfraupreis» für den Sieg in der Dreierkombination beim Sommerskirennen am Jungfraujoch und 1929 die Abfahrt der Junioren beim «23. Grossen Skirennen der Schweiz» in Arosa. Beim 1. Schweizerischen Stafettenlauf 1933 in Grindelwald war er Startläufer der zweitplatzierten Grindelwalder Staffel. Dreimal nahm Steuri an alpinen Skiweltmeisterschaften teil: 1932 wurde er in Cortina d’Ampezzo Neunter des Slaloms, Siebzehnter der Abfahrt und Zwölfter der Kombination. 1936 beendete er in Innsbruck trotz einer Schulterluxation, die er sich im oberen Streckenteil zugezogen hatte, die Abfahrt an 19. Position. Im Slalom am nächsten Tag konnte er aber nicht mehr antreten. 1937 in Chamonix erzielte er den zehnten Rang im Slalom (zeitgleich mit dem Italiener Vittorio Chierroni). Seine wohl grössten Erfolge feierte er 1935 mit dem Slalomsieg bei den Arlberg-Kandahar-Rennen in Mürren und 1936 mit dem Slalomsieg bei den Lauberhornrennen in Wengen, wo er zudem Dritter in der Kombination wurde.
Von 1932 bis 1937 war Hermann Steuri auch Trainer der Schweizer Skinationalmannschaft, hauptsächlich des Damenteams, das er unter anderem auf die Olympischen Winterspiele 1936 sowie die Weltmeisterschaften 1936 und 1937 vorbereitete. Als Skilehrer arbeitete er in der 1932 gegründeten Skischule Grindelwald und unterrichtete beispielsweise 1939 Prinz Bernhard der Niederlande, lehrte darüber hinaus aber auch in seiner eigenen Schule für Fortgeschrittene. Seine elegante Fahrweise demonstrierte er im 1934 gedrehten und im Dezember 1935 uraufgeführten Lehrfilm des neugegründeten Schweizerischen Skischulverbandes mit dem Namen «Schweizer Skischule Grindelwald – ein Kapitel Skitechnik vorgeführt von Hermann Steuri».

## Erfolge im Skisport

### Weltmeisterschaften
- Cortina d’Ampezzo 1932: 9. Slalom, 12. Kombination, 17. Abfahrt
- Innsbruck 1936: 19. Abfahrt
- Chamonix 1937: 10. Slalom

### Weitere Erfolge
- Sieg im Slalom der Arlberg-Kandahar-Rennen 1935
- Sieg im Slalom der Lauberhornrennen 1936